# Agomelatine
Agomelatine là thuốc chống trầm cảm không điển hình được sử dụng để điều trị rối loạn trầm cảm chính. Một đánh giá cho thấy nó tốt tương tự các thuốc chống trầm cảm khác. Một đánh giá khác cho thấy nó có hiệu quả tương tự với nhiều thuốc chống trầm cảm khác.
Các tác dụng phụ thường gặp bao gồm tăng cân, cảm thấy mệt mỏi, các vấn đề về gan, buồn nôn, đau đầu và lo lắng. Do các vấn đề về gan tiềm ẩn nên cần xét nghiệm máu liên tục. Việc sử dụng thuốc này không được khuyến cáo ở những người mắc chứng mất trí nhớ hoặc trên 75 tuổi. Có bằng chứng dự kiến rằng nó có thể có ít tác dụng phụ hơn một số thuốc chống trầm cảm khác. Nó hoạt động bằng cách kích thích thụ thể melatonin và ngăn chặn thụ thể serotonin.
Agomelatine đã được phê duyệt cho sử dụng y tế ở châu Âu vào năm 2009 và Úc vào năm 2010  Việc sử dụng nó không được chấp thuận tại Hoa Kỳ và những nỗ lực để được phê duyệt đã kết thúc vào năm 2011  Nó được phát triển bởi công ty dược phẩm Servier. Ở Anh, một tháng điều trị tốn của NHS khoảng 30 pound vào năm 2019.

## Sử dụng trong y tế

### Rối loạn trầm cảm chính
Agomelatine được sử dụng để điều trị các cơn trầm cảm lớn ở người lớn tại châu Âu. Mười thử nghiệm đối chứng giả dược đã được thực hiện để điều tra hiệu quả ngắn hạn của agomelatine trong rối loạn trầm cảm chính. Khi kết thúc điều trị, hiệu quả rõ rệt đã được chứng minh trong sáu trong số mười nghiên cứu kiểm soát giả dược double-blind ngắn hạn. Hai thử nghiệm được coi là "thất bại", vì các so sánh về hiệu quả đã được thiết lập không phân biệt được với giả dược. Hiệu quả cũng được quan sát thấy ở những bệnh nhân trầm cảm nặng hơn trong tất cả các nghiên cứu kiểm soát giả dược tích cực. Việc duy trì hiệu quả chống trầm cảm đã được chứng minh trong một nghiên cứu phòng ngừa tái phát. Một phân tích tổng hợp đã tìm thấy agomelatine có hiệu quả như các thuốc chống trầm cảm tiêu chuẩn.